# Ризик (оповідання)
«Ри́зик» (англ. Risk) — науково-фантастичне оповідання американського письменника Айзека Азімова, вперше вийшло друком у квітні 1955 року в часописі «Analog Science Fiction and Fact». Згодом перевидавалося у збірках «Інше про роботів» (1964) та «Все про роботів» (1982).

## Сюжет
Події відбуваються на Гіпербазі, розміщеній всередині втаємниченого астероїда в Сонячній системі, де проводяться дослідження для підготовки мандрів гіперпростором. В оповіданні з'являються деякі персонажі із «Загубленого робота».
Неподалік Гіпербази перебуває космічний корабель «Парсек», готовий до першої далекої мандрівки гіперпростором. Відправити в подорож людину на той час було надто ризиковано, оскільки досліди на приматах закінчились непоправною шкодою для їх мозку, тому в кораблі діє робот. Однак, в запланований час «Парсек» не покинув простору навколо астероїда, і дослідникам необхідно з'ясувати причину збою. Це небезпечно, оскільки гіпердвигун не вимкнутий і подорож все ще може відбутись.
Доктор Сьюзен Келвін забороняє використати для цього робота Нестора і примушує генерала відправити на корабель доктора Геральда Блека, як найрозумнішого з тутешніх вчених.
Під загрозою трибуналу Блек вирушає на «Парсек», маючи намір потім помститися докторці. Він з'ясовує, що причина збою була в діях робота. Доктор вимикає двигун і повернувся героєм на Гіпербазу.
На обговоренні причин збою, він закидає доктору Келвін, що:
- людина не повинна підлаштовуватись під роботів з їх вузьким розумінням команд;
- втрата людини тепер вартує менше ніж втрата складного робота.

Вважаючи це несправедливим, Блек обіцяє звільнитись і присвятити себе боротьбі за заборону роботів.
Сьюзен Келвін відповіла, що зумисне викликала його гнів, щоб він витіснив страх. І пояснила, що у вирішенні таких складних наукових задач робот ніколи не зможе замінити людину.